# Microsoft PixelSense
 (septembre 2020).
Si vous disposez d'ouvrages ou d'articles de référence ou si vous connaissez des sites web de qualité traitant du thème abordé ici, merci de compléter l'article en donnant les références utiles à sa vérifiabilité et en les liant à la section « Notes et références ».
Pour la tablette tactile intitulée Microsoft Surface, voir Microsoft Surface.

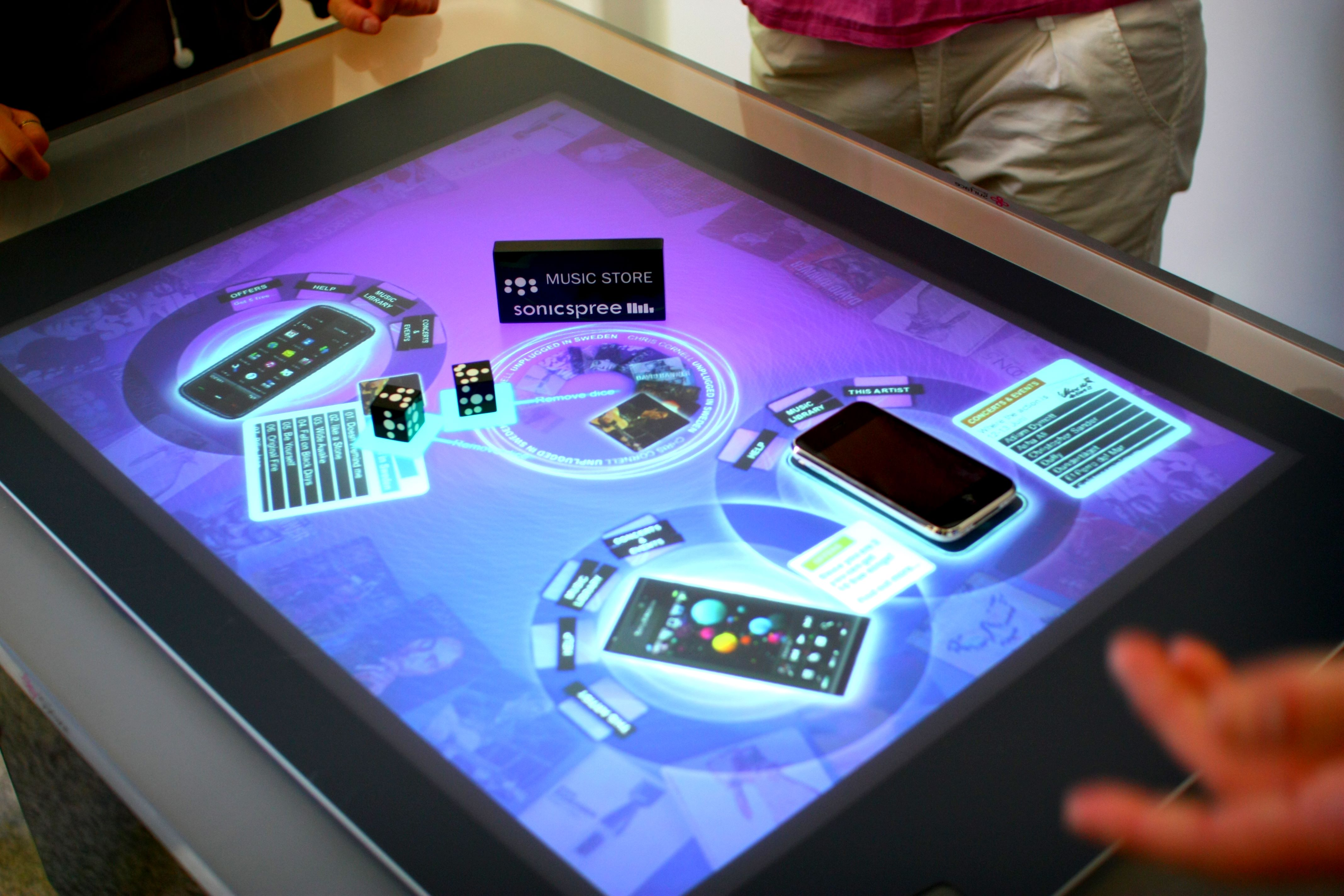
Exemple d'objets reconnus par la tablette Surface

PixelSense (anciennement connu sous le nom de code Milan et initialement commercialisé sous le nom de Surface) est un système informatique utilisant la technologie surface computing basé sur Windows Vista SP1 qui permet à l'utilisateur de manipuler  un contenu informatique à l'aide d'un écran tactile.
Annoncé en mai 2007 par Microsoft, ce produit est commercialisé depuis novembre 2008.

## Description
PixelSense se présente à l'utilisateur comme une table dont le dessus est constitué d'une surface doté d’un affichage tactile multitouch de 30 pouces. Cet affichage est effectué par le biais d’un vidéoprojecteur DLP affichant une résolution de 1024x768 placé à l'intérieur de la table, sous la vitre. 
La gestion tactile quant à elle n’est pas faite par un classique écran tactile, mais par un réel système de vision basé sur un ensemble de cinq caméras infrarouge, associé à un éclairage infrarouge. De fait, lorsqu’un objet s’approche de la surface d'affichage, celui-ci réfléchit la lumière infrarouge et l’objet devient visible pour les caméras. Cela permet à PixelSense d’obtenir une image en niveau de gris de tout ce qui se présente sur la surface d’affichage, mais aussi d’obtenir les dimensions des contacts, et de reconnaitre certaines formes, en particulier les tags de reconnaissance.
L'interface tactile de PixelSense implique une utilisation indépendante de l’orientation de la table par rapport à l’utilisateur. PixelSense permet donc d’afficher des éléments, comme des photos, de manière totalement libre qui peuvent être manipulé avec les doigts, à savoir les déplacer, tourner et redimensionner. Pour l'instant prévu surtout pour les loisirs (jeux de cartes, galeries de photos de vacances, etc.), il pourrait être étendu à d'autres utilisations.
Actuellement[évasif], la version vendue de Microsoft PixelSense repose sur un microprocesseur Intel Core 2 Duo de 2,13GHz et 2 Go de mémoire, et une ATI Radeon X1650 Pro pour l’affichage. 
Le public visé initialement par le produit est constitué d'établissements hôteliers, de restaurants, et de l'industrie du divertissement. Le prix est de 12 500 $ l'unité ou 11 000 € en Europe pour les versions commerciales. Le prix pour les développeurs est de 15 000 $ et 13 000 €.

## Histoire
La technologie utilisée par Microsoft PixelSense est appelée Multitouch. Elle existe depuis 1982 lorsque les Laboratoires Bell ont sorti les premiers écrans tactiles.
Le projet lui-même a été initié par le chercheur Andy Wilson et le designer Steve Bathiche chez Microsoft en octobre 2001. En 2003, l'idée a été présentée officiellement au PDG Bill Gates. L'équipe de développement a été agrandie et le premier prototype, nommé T1 et basé sur une table IKEA, a vu le jour quelques mois plus tard. L'équipe avait également développé quelques applications de divertissements tel qu'un jeu de Pinball et un casse-tête vidéo.
Pendant la prochaine année, Microsoft a développé plus de 85 prototypes du produit. L'architecture finale de PixelSense a vu le jour en 2005.
PixelSense a été dévoilé le 30 mai 2007 par Steve Ballmer lors d'une conférence à Wall Street Journal sous le nom de Surface. Les premières compagnies à adopter ce produit ont été Harrah's Entertainment, Starwood Hotels & Resorts Worldwide, T-Mobile et International Game Technology [réf. souhaitée].
Le 18 juin 2012 lors d'une conférence, Microsoft annonce l'arrivée des tablettes Microsoft Surface sous Windows 8. Dans le même temps, pour éviter la confusion, la table Surface est rebaptisée PixelSense.

## Solutions alternatives
Une solution entièrement gratuite est proposée sous Linux avec Multi-Pointer X, et une solution multiplateforme nommé Festival est en cours de développement. Il suffit alors de créer soi-même un écran, à l'aide d'un verre Plexiglas, d'un rétroprojecteur, d'une Webcam et d'un grand Calque.